# Gary Payton
Gary Payton (Oakland, Califòrnia, 23 de juliol de 1968), és un exjugador de bàsquet professional estatunidenc. Jugava en la posició de base, i és conegut amb el renom de The Glove (el Guant), per la seva habilitat en defensa de robar pilotes. Va jugar 12 temporades i mitja als Seattle SuperSonics i, després de passar pels Bucks, Lakers i Celtics, va recalar en els Miami Heat, on finalment va aconseguir l'anhelat anell de campió de l'NBA. Va ser 9 cop All-Star i va penjar-se dos ors olímpics, a Atlanta i Sidney.